# 科格爾貝格山 (格拉茨高地)
47°06′29″N 15°28′48″E / 47.107962°N 15.480010°E

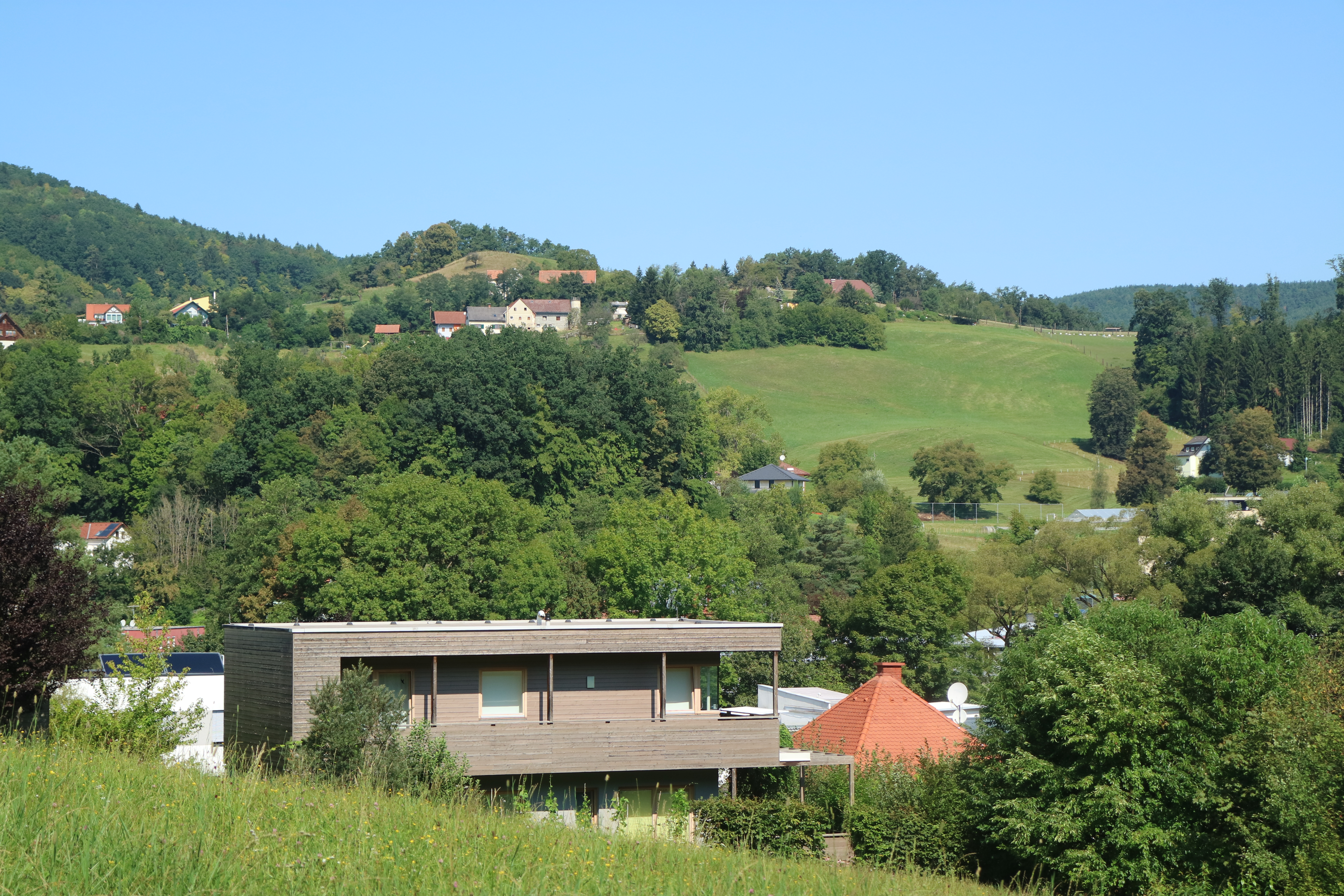

科格爾貝格山（德語：Kogelberg），是奧地利的山峰，位於該國東南部，由施泰爾馬克州負責管轄，屬於格拉茨高地的一部分，距離普拉特山0.4公里，山體在古生代時期形成。